# Pasithée (lune)
Pour les articles homonymes, voir Pasithée (homonymie).
Pasithée (J XXXVIII Pasithee) est une lune de la planète Jupiter découverte en 2001 (d'où sa désignation temporaire S/2001 J 6) par une équipe d'astronomes de l'université d'Hawaï. Elle appartient au groupe de Carmé, constitué de lunes irrégulières et rétrogrades qui orbitent Jupiter entre 23 et 24 millions de kilomètres de distance à une inclinaison de 165°.
Son nom vient de Pasithée, une des Grâces (Charites), déesses des plaisirs de la vie. Pasithée est l'épouse du Sommeil (Hypnos) et préside aux hallucinations et aux hallucinogènes. D'autres auteurs attribuent la paternité des Grâces à Zeus, cependant (soit par Euanthé, soit par Eurydomé).